# 三升家勝彌

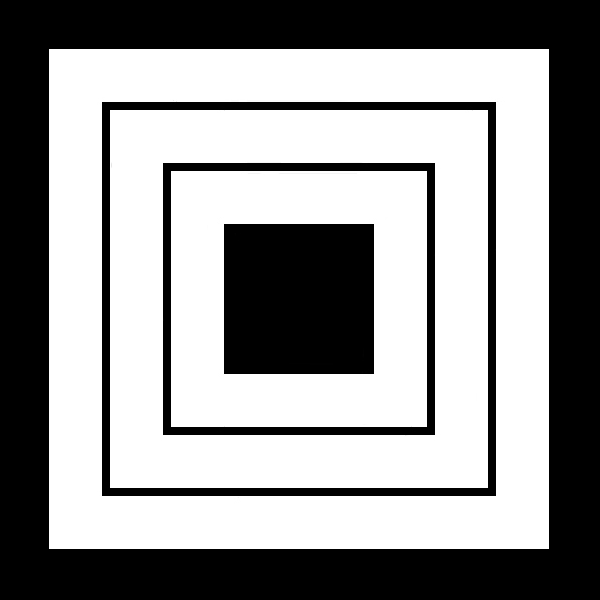
三升家勝彌定紋「三升」

三升家 勝彌（みますや かつや）は、落語家の名跡。三升家勝弥とも表記される。
- 三升家勝彌 - 後∶四代目柳家つばめ
- 三升家勝彌 - 後∶三升家勝太郎
- 三升家勝彌 - 後∶七代目三升家小勝